# Авторская программа Сергея Доренко
«Авторская программа Сергея Доренко» — информационно-аналитическая телепрограмма, выходившая в эфир ОРТ вместо программы «Время» с 5 сентября 1999 по 2 сентября 2000 года, затем на «ТВМ/Третьем канале» с 24 сентября по 26 ноября 2001 года. С 5 сентября 1999 по 23 января 2000 года выходила по воскресеньям, с января 2000 года и до закрытия на первой кнопке передача выходила по субботам (при этом на «Орбитах» она по-прежнему выходила в воскресенье). На «Третьем канале» программа выходила по понедельникам вечером, с 24 сентября по 5 ноября 2001 года — в 18:15, с 12 по 26 ноября 2001 года — в 18:30.
В бытность существования программы на ОРТ её команда существовала автономно от дирекции информационных программ телеканала, выпускавшей параллельно другую аналитическую программу — «Время с Павлом Шереметом» (с 27 февраля 2000 года — «Время. Воскресный выпуск»).

## История программы

### Критика Примакова и Лужкова
Программа пришла на смену аналитической программе «Время» с тем же ведущим. Несмотря на то, что коллектив передачи работал отдельно от дирекции информационных программ ОРТ, она полностью соответствовала информационной политике телеканала, которая осенью 1999 года была направлена против Евгения Примакова, Юрия Лужкова и блока «Отечество — Вся Россия» (с поддержкой кандидатуры Владимира Путина на президентских выборах 2000 года и блока «Единство» на выборах в Госдуму). Именно в это время в отношении Сергея Доренко появилось прозвище «телекиллер» («медиакиллер»).
С первого же выпуска программы Доренко начал резко критиковать мэра Москвы Юрия Лужкова. Высказывания журналиста в адрес политика стали предметом судебного разбирательства. В выпуске от 3 октября 1999 года был продемонстрирован показ с вертолётов недвижимости Лужкова в Подмосковье и раскрытие тайн его денежных средств, а также демонстрация фотографии Лужкова и криминального «авторитета» Япончика. После этого Доренко сказал следующее:

И вот теперь я готов продемонстрировать настоящую мужскую дружбу. Я знаю: теперь, когда Лужков подал в отставку, все его прихлебаи, вся его камарилья от него отвернется, ведь ему уже не удается покрывать своих. Кроме того, Следственное управление Генпрокуратуры уже проявило интерес к опубликованным нами документам. Предчувствую: За Лужковым станут охотиться правоохранительные органы. Его объявят в розыск в Интерпол. Думаете, Батурин с Краснянским ему помогут? Нет! Ему поможет наша программа. Позвольте сделать официальное заявление: я лично бегу из страны вместе с Лужковым. Мы попробуем перейти границу Аргентины с Парагваем инкогнито. Мне можно не менять внешность, все равно меня никто не знает; а вот «члена семьи его жены» придется камуфлировать. Я придумал: мы переоденем Лужкова мужчиной.

24 октября 1999 года Доренко рассказал зрителям о состоянии здоровья Примакова, а также указал на причастность политика к покушению на жизнь президента Грузии Эдуарда Шеварнадзе. Утверждения о проблемах Примакова с тазобедренным суставом и о причастности политика к покушению на жизнь грузинского президента были опровергнуты. После этого программа попала под угрозу закрытия, Доренко пришлось оправдываться перед руководством ОРТ. В итоге программу решили оставить «под честное слово» Доренко. Программе не дал закрыться Борис Березовский, которому в тот момент принадлежали крупнейшие доли акций ОРТ.
Выпуски передачи подвергались жёсткой критике со стороны зрителей и журналистов: в частности, поэт Юрий Кублановский охарактеризовал программу Доренко как «худший вид беспредела под личиной правдоискательства». Руководитель Дирекции информационных программ ОРТ в 1999—2000 годах Татьяна Кошкарёва так рассказывала о работе своего подразделения в период избирательной кампании:

Мы не ведём информационную войну — это у нас полемика… Если в информационных программах мы стараемся быть объективными, то в авторских сами журналисты решают, что для них важно, а что нет… Я бы не определяла жанр программы Доренко как просто аналитической программы. Это новый жанр. В интересном жанре работает и [ведущий аналитической программы «Время»] Павел Шеремет.

### Закрытие на ОРТ
Программа была закрыта на ОРТ со скандалом, приведшим в итоге к увольнению Сергея Доренко с телеканала.
В выпуске от 2 сентября 2000 года, первом после летнего отпуска, обсуждалась причина гибели подводной лодки «Курск». Доренко сказал много нелестных слов в адрес Путина и назвал его «главным виновником катастрофы». После выхода программы в эфир администрация Президента потребовала от Бориса Березовского избавиться от пакета акций ОРТ в течение двух недель. В ответ 7 сентября бизнесмен передал принадлежащие ему акции телеканала в управление журналистам и представителям творческой интеллигенции, в том числе и Сергею Доренко. Журналист был намерен осветить историю со сменой структуры собственности ОРТ в следующем выпуске программы, который должен был выйти в эфир 9 сентября, но в эфире он не появился. Решением руководства ОРТ 8 сентября программа была снята с эфира по личной инициативе Константина Эрнста, на 9 сентября Дирекция информационных программ начала готовить обычный выпуск программы «Время». Сам Эрнст прокомментировал ситуацию следующим образом:

«Учредители компании решают судьбу частного пакета акций. В сложившейся ситуации я обратился с просьбой к ведущему С. Доренко в сегодняшнем выпуске его авторской программы воздержаться от комментариев на тему конфликта между государственными и частными акционерами Общественного российского телевидения, поскольку эмоциональное нагнетание ситуации создает угрозу нормальной работе ОРТ».

Изначально утверждалось, что программа была снята с эфира только один раз — 9 сентября. По этой причине, а также из-за того, что сетка вещания, предоставляемая для печати, составлялась на 2 недели вперёд, в печатных изданиях был проанонсирован выход программы на 16 и 23 сентября 2000 года. Однако несколькими днями позже, 15 сентября, свет увидел список из 12 программ, закрывающихся на канале с нового телесезона (он должен был начаться 1 октября). В нём, помимо ряда программ развлекательного характера, находилась и программа Сергея Доренко.

### После закрытия на ОРТ
После закрытия программы на ОРТ несколько раз рассматривалась возможность перехода программы на телеканал Бориса Березовского ТВ-6, но этого не произошло. Вместо этого были реализованы иные планы. Выход программы Доренко был возобновлён 24 сентября 2001 года на «Третьем канале» без упоминания в печатных программах передач — в сетке вещания передача заменила собой программы «Без купюр», «С новосельем» и повтор субботней аналитической программы «Итоги недели» с Глебом Пьяных, указанный во всех печатных источниках. Первое упоминание программы Доренко в печатных программах относится к 1 октября 2001 года.
На «Третьем канале» программа Доренко выходила по понедельникам вечером в 18:15 (с 12 ноября 2001 года — в 18:30), в вечернем полуторачасовом блоке телеканала. Отличительной чертой программы в таком формате было наличие диалога ведущего с горожанами, собравшимися на одной из городских площадей у свободного микрофона, в режиме прямого включения. При этом заставка программы, сопровождавшаяся звуком скрежета шестерёнок, не изменилась и осталась в том же виде, в каком была у предыдущего вещателя.
Программа выходила всего два месяца — уже в ноябре она была закрыта. Последний выпуск программы состоялся 26 ноября 2001 года.
После авторская программа Сергея Доренко выходила в интернете.

## Список выпусков
| Дата выхода: | Гость/название выпуска:                        |
| ------------ | ---------------------------------------------- |
| 15.11.1997   | Александр Лившиц                               |
| 22.11.1997   | Григорий Явлинский                             |
| 29.11.1997   | «Алименты Чубайсу»                             |
| 13.12.1997   | Петр Дейнекин                                  |
| 20.12.1997   | Арнольд Войлуков                               |
| 14.03.1998   | Иван Рыбкин                                    |
| 21.03.1998   | Борис Немцов                                   |
| 28.03.1998   | Виктор Черномырдин                             |
| 23.01.1999   | Игорь Иванов                                   |
| 27.02.1999   | «Косовский кризис»                             |
| 03.10.1999   | Хильми Кллапия                                 |
| 10.10.1999   | Беджет Паколли                                 |
| 17.10.1999   | Владимир Жириновский                           |
| 24.10.1999   | Григорий Явлинский (2-й раз)                   |
| 31.10.1999   | Владимир Путин                                 |
| 14.11.1999   | «Дело Скуратова»                               |
| 21.11.1999   | Игорь Иванов                                   |
| 28.11.1999   | Сергей Кириенко                                |
| 05.12.1999   | Владимир Жириновский (2-й раз)                 |
| 12.12.1999   | Александр Вешняков                             |
| 15.01.2000   | Михаил Касьянов                                |
| 22.01.2000   | Борис Березовский                              |
| 29.01.2000   | Борис Немцов (2-й раз)                         |
| 05.02.2000   | «Освобождение Грозного»                        |
| 12.02.2000   | Григорий Явлинский (3-й раз)                   |
| 19.02.2000   | Владимир Жириновский (3-й раз)                 |
| 26.02.2000   | Геннадий Зюганов                               |
| 04.03.2000   | Элла Памфилова                                 |
| 11.03.2000   | Константин Титов                               |
| 18.03.2000   | Владимир Жириновский (4-й раз в прямом эфире)  |
| 25.03.2000   | Александр Вешняков (2-й раз)                   |
| 01.04.2000   | Земфира                                        |
| 08.04.2000   | Игорь Иванов (2-й раз)                         |
| 15.04.2000   | Евгений Шихов                                  |
| 22.04.2000   | Григорий Явлинский (4-й раз)                   |
| 29.04.2000   | Павел Буре                                     |
| 06.05.2000   | Александр Починок                              |
| 13.05.2000   | Александр Зданович                             |
| 20.05.2000   | Минтимер Шаймиев                               |
| 27.05.2000   | Элла Памфилова (2-й раз)                       |
| 03.06.2000   | «Оппозиция»                                    |
| 10.06.2000   | Герман Греф                                    |
| 17.06.2000   | Григорий Явлинский (5-й раз)                   |
| 24.06.2000   | «Обвинение МАБЕТЕКС»                           |
| 08.07.2000   | «Программная речь Путина и „революция“ в думе» |
| 02.09.2000   | О гибели подводной лодки Курск                 |